# Chamalières-sur-Loire
Chamalières-sur-Loire ist eine französische Gemeinde mit 517 Einwohnern (Stand: 1. Januar 2022) im Département Haute-Loire in der Region Auvergne-Rhône-Alpes. Sie gehört zum Arrondissement Le Puy-en-Velay und zum Kanton Emblavez-et-Meygal. Die Einwohner werden Chamaliérois genannt.

## Geographie
Chamalières-sur-Loire liegt etwa 19 Kilometer nordnordöstlich von Le Puy-en-Velay im Zentralmassiv an der oberen Loire.

### Nachbargemeinden
Die Nachbargemeinden von Chamalières-sur-Loire sind Roche-en-Régnier im Nordwesten und Norden, Retournac im Norden und Nordosten, Mézères im Osten und Südosten, Rosières im Südosten und Süden, Beaulieu im Süden und Südwesten sowie Vorey im Westen.

## Bevölkerungsentwicklung
| Jahr                       | 1962 | 1968 | 1975 | 1982 | 1990 | 1999 | 2011 | 2020 |
| Einwohner                  | 508  | 471  | 478  | 429  | 385  | 407  | 478  | 497  |
| Quellen: Cassini und INSEE |      |      |      |      |      |      |      |      |

## Sehenswürdigkeiten

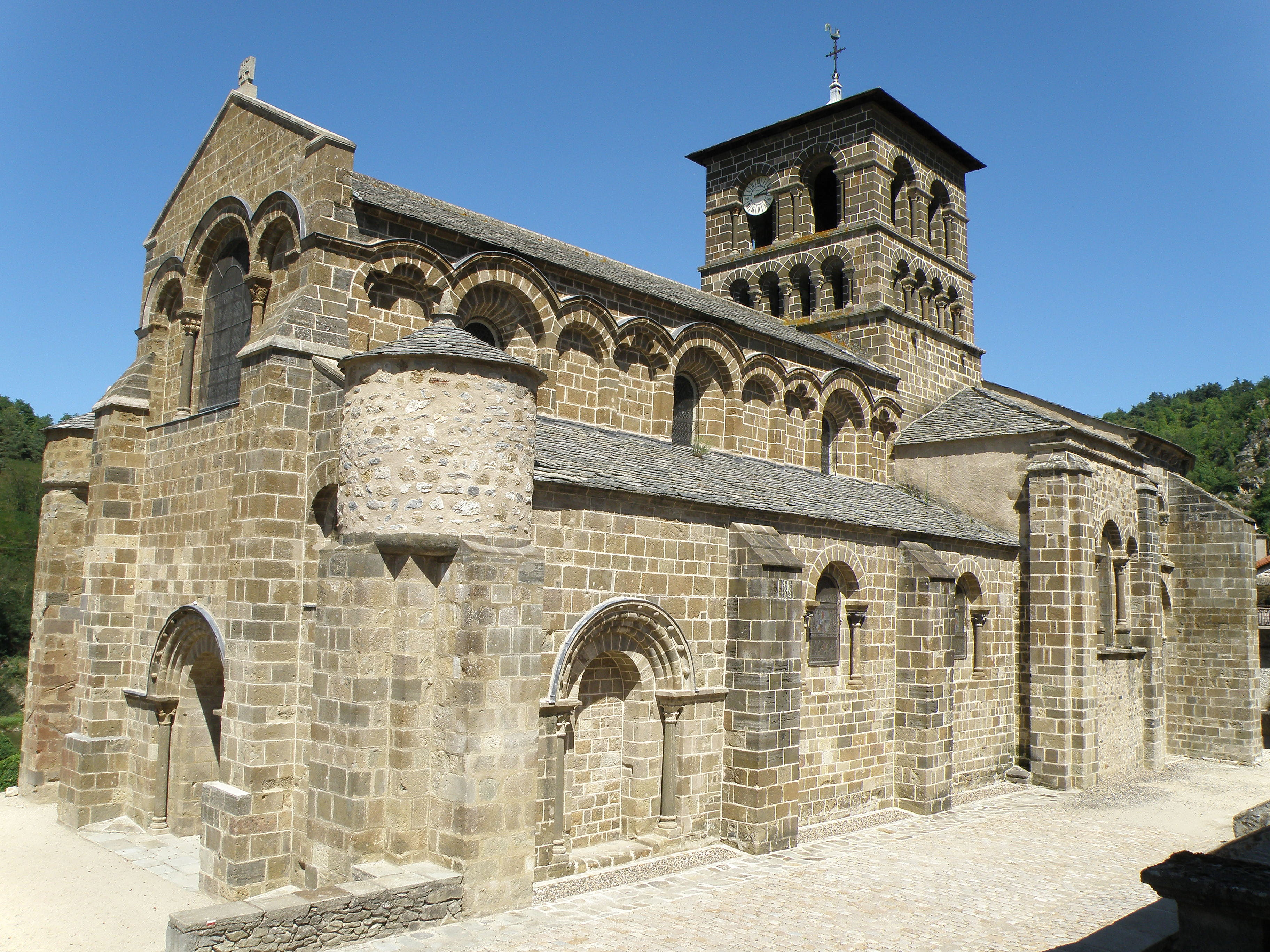
Kirche Saint-Gilles
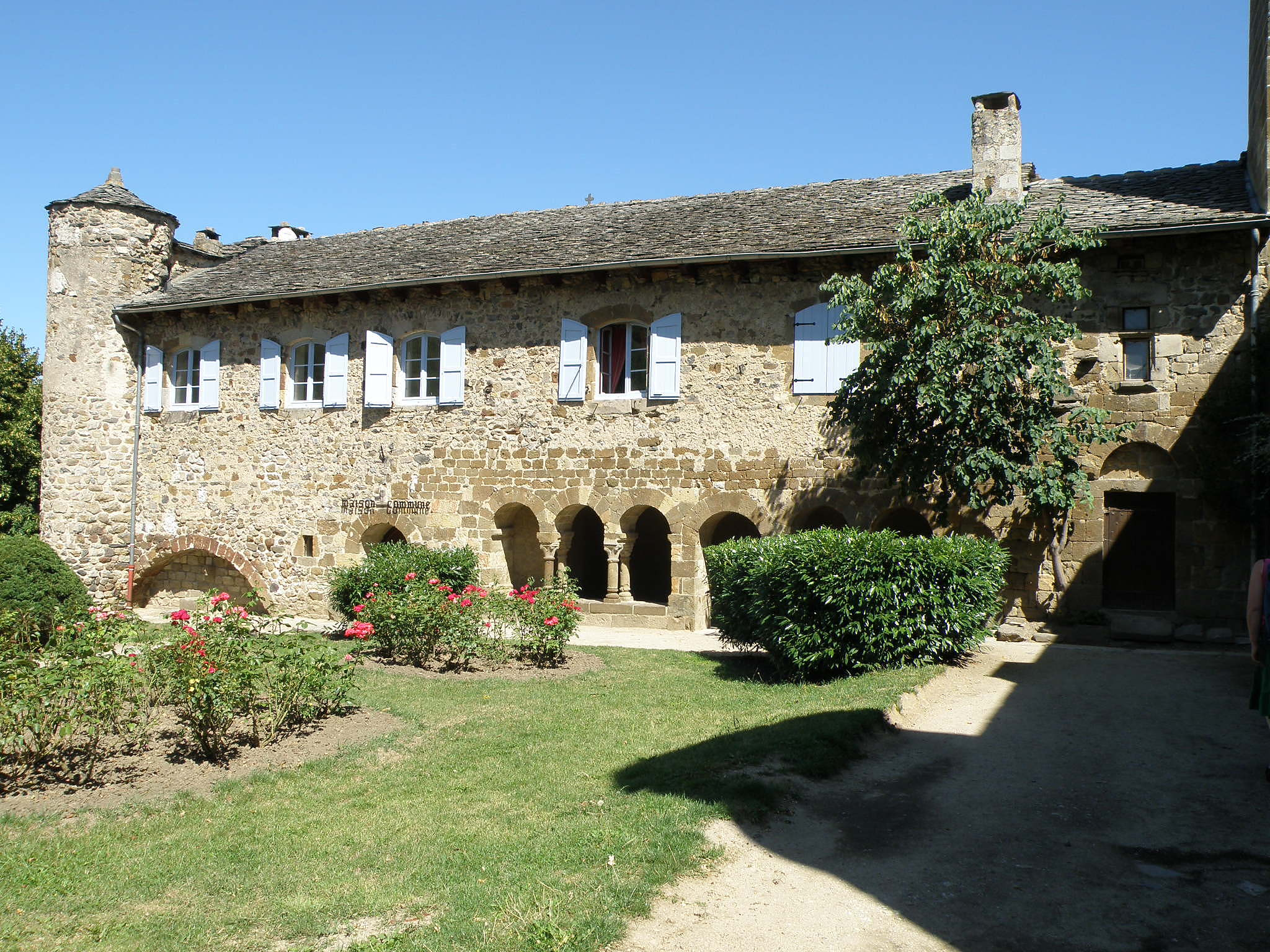
Priorei
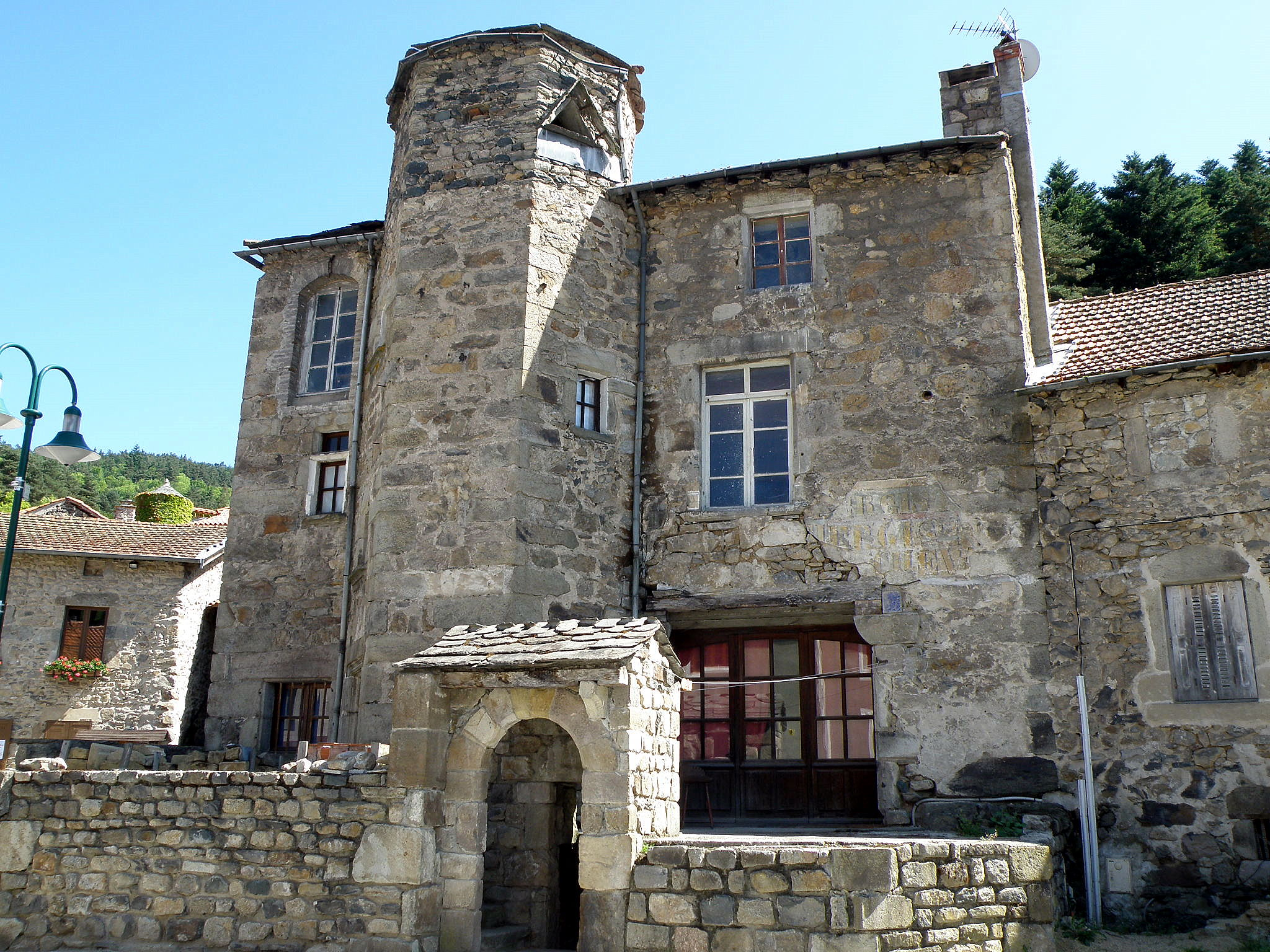
Schloss Chamalières
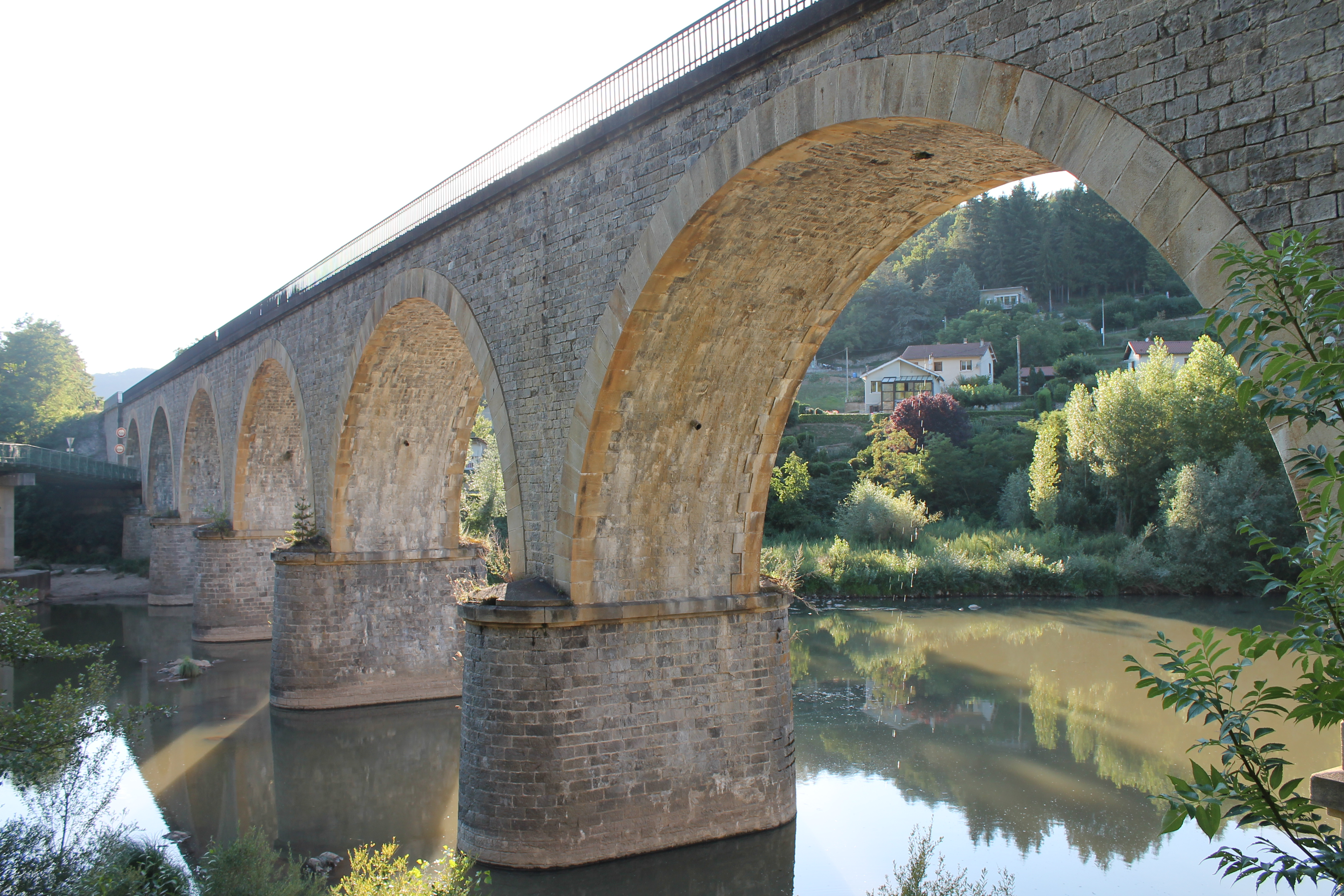
Ehemaliges Waschhaus (Lavoir)

- Kirche Saint-Gilles
- Priorei
- Schloss Chamalières
- Eisenbahnbrücke
über die Loire